# Merlino
Merlino är en ort och kommun i provinsen Lodi i regionen Lombardiet i Italien. Kommunen hade 1 729 invånare (2018).